# جيم جايلز
جيم جايلز (بالإنجليزية: Jim Giles)‏ هو صحفي بريطاني، ولد في القرن العشرين.